# القراءة الكبرى
The Big Read عبارة عن استطلاع حول الكتب التي أجرتها هيئة الإذاعة البريطانية في المملكة المتحدة في عام 2003، حيث تم تلقي أكثر من ثلاثة أرباع مليون صوت من الجمهور البريطاني للعثور على رواية الأمة الأكثر حبًا في كل العصور. كان الاستطلاع الذي استمر لمدة عام أكبر اختبار منفرد لمذاق القراءة العامة حتى الآن،  وبلغت ذروته بعدد من البرامج التي استضافها المشاهير، داعية إلى كتبهم المفضلة.
بدأت هيئة الإذاعة البريطانية «القراءة الكبرى» بهدف العثور على رواية" Nation's Best Love" من خلال تصويت المشاهد عبر الويب والرسائل القصيرة والهاتف. اجتذب البرنامج الجدل لاعتماد نهج مزعوم مثير للأدب، ولكن أشاد المؤيدون لها لرفع الوعي العام بالقراءة. لقد صوت الجمهور البريطاني في الأصل لأي رواية يرغبون فيها. من هذا، تم وضع قائمة من 200، مع أعلى 21 ثم طرح لمزيد من التصويت، على شرط أن كتاب واحد فقط لكل مؤلف مسموح به في أفضل 21. بما أن الاستطلاع استند إلى الروايات، فإن مسرحيات وليام شكسبير لم تكن جزءًا من الاستطلاع.

## أفضل 200 رواية في المملكة المتحدة
1. سيد الخواتم by جون رونالد تولكين
2. كبرياء وتحامل (رواية) by جاين أوستن
3. مواده المظلمة by فيليب بولمان
4. دليل المسافر إلى المجرة by دوغلاس آدمز
5. هاري بوتر وكأس النار by ج. ك. رولينغ
6. أن تقتل طائرا بريئا by هاربر لي
7. Winnie-the-Pooh by آلان ألكسندر ميلن
8. 1984 (رواية) by جورج أورويل
9. الأسد والساحرة وخزانة الملابس by سي. إس. لويس
10. جين أير (رواية) by شارلوت برونتي
11. كاتش-22 by جوزيف هيلر
12. مرتفعات ويذرنغ by إيميلي برونتي
13. Birdsong [الإنجليزية] by Sebastian Faulks
14. ريبيكا (رواية) by دافني دو مورييه
15. الحارس في حقل الشوفان by جيروم ديفيد سالينجر
16. الريح في الصفصاف by كينيث غراهام
17. آمال عظيمة by تشارلز ديكنز
18. نساء صغيرات by لويزا ماي ألكوت
19. Captain Corelli's Mandolin by Louis de Bernières
20. الحرب والسلم by ليو تولستوي
21. ذهب مع الريح (رواية) by مارغريت ميتشل
22. هاري بوتر وحجر الفيلسوف by ج. ك. رولينغ
23. هاري بوتر وحجرة الأسرار by ج. ك. رولينغ
24. هاري بوتر وسجين أزكابان by ج. ك. رولينغ
25. الهوبيت by جون رونالد تولكين
26. تيس أوڤ ذي ديربيرڤلز by توماس هاردي
27. مدل مارش by جورج إليوت
28. A Prayer for Owen Meany by جون إيرفنج
29. عناقيد الغضب (رواية) by جون ستاينبيك
30. أليس في بلاد العجائب (رواية) by لويس كارول
31. The Story of Tracy Beaker by جاكلين ويلسون
32. مئة عام من العزلة by غابرييل غارثيا ماركيث
33. أعمدة الأرض by كين فوليت
34. ديفيد كوبرفيلد (رواية) by تشارلز ديكنز
35. تشارلي ومصنع الشوكولاتة by روالد دال
36. جزيرة الكنز by روبرت لويس ستيفنسون
37. A Town Like Alice by نيفيل شوت
38. إقناع (رواية) by جاين أوستن
39. كثيب (رواية) by فرانك هربرت
40. إيما by جاين أوستن
41. آن الجملونات الخضراء by لوسي مود مونتغمري
42. تل ووترشيب داون by ريتشارد آدامز
43. غاتسبي العظيم (رواية) by فرنسيس سكوت فيتسجيرالد
44. الكونت دي مونت كريستو by ألكسندر دوما
45. Brideshead Revisited by إيفلين ووه
46. مزرعة الحيوان by جورج أورويل
47. ترنيمة عيد الميلاد (رواية) by تشارلز ديكنز
48. بعيدا عن صخب الناس by توماس هاردي
49. Goodnight Mister Tom by Michelle Magorian
50. The Shell Seekers by Rosamunde Pilcher
51. الحديقة السرية (رواية) by فرانسيس هودسون برنيت
52. فئران ورجال by جون ستاينبيك
53. الموقف (رواية) by ستيفن كينغ
54. آنا كارينينا (رواية) by ليو تولستوي
55. A Suitable Boy by فيكرام سيث
56. العملاق الودود الضخم by روالد دال
57. Swallows and Amazons by آرثر رانسوم
58. الحصان الأسود (رواية) by آنا سويل
59. Artemis Fowl  [لغات أخرى]‏ by يون كولفر
60. الجريمة والعقاب by فيودور دوستويفسكي
61. Noughts & Crosses  [لغات أخرى]‏ by Malorie Blackman
62. مذكرات فتاة الغيشا by آرثر غولدن
63. قصة مدينتين by تشارلز ديكنز
64. طيور الشوك by كولين مكلو
65. موت by تيري براتشيت
66. The Magic Faraway Tree  [لغات أخرى]‏ by إنيد بليتون
67. المشعوذ (رواية) by جون فاولز
68. بشائر طيبة by نيل غيمان and تيري براتشيت
69. Guards! Guards! by تيري براتشيت
70. أمير الذباب by ويليام غولدنغ
71. العطر (رواية) by باتريك زوسكيند
72. The Ragged-Trousered Philanthropists by Robert Tressell
73. Night Watch  [لغات أخرى]‏ by تيري براتشيت
74. ماتيلدا (رواية) by روالد دال
75. مذكرات بريدجيست جوناس [الإنجليزية] by هيلين فيلدنغ
76. The Secret History by دونا تارت
77. ذات الرداء الأبيض by ويلكي كولينز
78. عوليس (رواية) by جيمس جويس
79. المنزل الكئيب by تشارلز ديكنز
80. Double Act  [لغات أخرى]‏ by جاكلين ويلسون
81. الحمقى by روالد دال
82. I Capture the Castle by دودي سميث
83. Holes by Louis Sachar
84. Gormenghast by ميرفين بيك
85. إله الأشياء الصغيرة by أرونداتي روي
86. Vicky Angel by جاكلين ويلسون
87. عالم جديد شجاع by ألدوس هكسلي
88. Cold Comfort Farm by ستيلا غيبونز
89. Magician by رايموند إي. فيست
90. على الطريق (رواية) by جاك كيروك
91. العراب (رواية) by ماريو بوزو
92. The Clan of the Cave Bear by Jean M. Auel
93. The Colour of Magic by تيري براتشيت
94. الخيميائي (رواية) by باولو كويلو
95. Katherine by أنيا سيتون
96. كين وأبيل by جيفري آرتشر
97. الحب في زمن الكوليرا by غابرييل غارثيا ماركيث
98. Girls in Love  [لغات أخرى]‏ by جاكلين ويلسون
99. مذكرات أميرة (رواية) by ميج كابوت
100. أطفال منتصف الليل by سلمان رشدي
101. ثلاثة رجال في قارب by جيروم كلابكا جيروم
102. Small Gods by تيري براتشيت
103. The Beach  [لغات أخرى]‏ by أليكس غارلاند
104. دراكولا (رواية) by برام ستوكر
105. Point Blanc by أنتوني هوروويتز
106. مذكرات بكوك by تشارلز ديكنز
107. Stormbreaker by أنتوني هوروويتز
108. The Wasp Factory by لاين بانكس
109. The Day of the Jackal by فريدريك فورسيث
110. The Illustrated Mum by جاكلين ويلسون
111. جود الغامض by توماس هاردي
112. The Secret Diary of Adrian Mole, Aged 13¾ by سو تاونسند
113. The Cruel Sea  [لغات أخرى]‏ by Nicholas Monsarrat
114. البؤساء by فكتور هوغو
115. عمدة كاستربريدج by توماس هاردي
116. The Dare Game by جاكلين ويلسون
117. Bad Girls  [لغات أخرى]‏ by جاكلين ويلسون
118. صورة دوريان غراي by أوسكار وايلد
119. Shōgun by جيمس كلافيل
120. The Day of the Triffids by جون ويندهام
121. جاكلين ويلسون by جاكلين ويلسون
122. سوق الأضاليل by وليم ثاكري
123. The Forsyte Saga by جون غلزورثي
124. بيت الأوراق by Mark Z. Danielewski
125. إنجيل بويسنوود by Barbara Kingsolver
126. Reaper Man by تيري براتشيت
127. Angus, Thongs and Full-Frontal Snogging by Louise Rennison
128. كلب آل باسكرفيل by آرثر كونان دويل
129. التملك  [لغات أخرى]‏ by أنتونيا سوزان بيات
130. المعلم ومارغريتا by ميخائيل بولغاكوف
131. حكاية الأمة (رواية) by مارغريت آتوود
132. داني بطل العالم by روالد دال
133. شرق عدن (رواية) by جون ستاينبيك
134. George's Marvellous Medicine by روالد دال
135. Wyrd Sisters by تيري براتشيت
136. اللون البنفسجي by أليس والكر
137. Hogfather by تيري براتشيت
138. الدرجات التسع والثلاثون by John Buchan
139. جاكلين ويلسون by جاكلين ويلسون
140. Sleepovers by جاكلين ويلسون
141. كل شيء هادئ على الجبهة الغربية by إريك ماريا ريمارك
142. Behind the Scenes at the Museum by كيت أتكينسون
143. High Fidelity  [لغات أخرى]‏ by نيك هورنبي
144. إت (رواية) by ستيفن كينغ
145. جيمس والخوخة العملاقة by روالد دال
146. الميل الأخضر (رواية) by ستيفن كينغ
147. Papillon by هنري تشاريير
148. Men at Arms by تيري براتشيت
149. Master and Commander by باتريك أوبراين
150. Skeleton Key  [لغات أخرى]‏ by أنتوني هوروويتز
151. Soul Music  [لغات أخرى]‏ by تيري براتشيت
152. Thief of Time by تيري براتشيت
153. The Fifth Elephant by تيري براتشيت
154. تكفير by ايان ماك ايوان
155. Secrets by جاكلين ويلسون
156. The Silver Sword by Ian Serraillier
157. أحدهم طار فوق عش الوقواق by كين كيسي
158. قلب الظلام by جوزيف كونراد
159. كيم (رواية) by روديارد كبلينغ
160. دخيلة (رواية) by ديانا غابالدون
161. موبي ديك by هرمان ملفيل
162. River God by ويلبر سميث
163. أغنية الغروب (فيلم) by جيمس ليزلي ميتشيل
164. The Shipping News by آني برولكس
165. The World According to Garp by جون إيرفنج
166. Lorna Doone by ريتشارد بلاكمور
167. جاكلين ويلسون by جاكلين ويلسون
168. The Far Pavilions by M. M. Kaye
169. The Witches  [لغات أخرى]‏ by روالد دال
170. شبكة تشارلوت by إي. بي. وايت
171. فرانكنشتاين by ماري شيلي
172. They Used to Play on Grass by تيري فينابلز and غوردون وليامز (كاتب خيال علمي)
173. الشيخ والبحر by إرنست همينغوي
174. اسم الوردة (رواية) by أومبرتو إكو
175. عالم صوفي by جوستاين غاردر
176. Dustbin Baby by جاكلين ويلسون
177. فانتاستك مستر فوكس by روالد دال
178. لوليتا by فلاديمير نابوكوف
179. Jonathan Livingston Seagull by ريتشارد باش
180. الأمير الصغير (رواية) by أنطوان دو سانت إكزوبيري
181. The Suitcase Kid by جاكلين ويلسون
182. أوليفر تويست by تشارلز ديكنز
183. The Power of One  [لغات أخرى]‏ by برايس كورتيناي
184. سيلاس مارنر by جورج إليوت
185. مختل أمريكي [الإنجليزية] by بريت إيستون إيليس
186. مذكرات نكرة by George and Weedon Grossmith
187. Trainspotting by إرفين ويلش
188. صرخة الرعب (سلسلة) by روبرت لورنس ستاين
189. هايدي by يوهانا شبيري
190. Sons and Lovers by ديفيد هربرت لورانس
191. وجود لا تحتمل خفته by ميلان كونديرا
192. Man and Boy  [لغات أخرى]‏ by توني بارسونز (صحفي)
193. The Truth  [لغات أخرى]‏ by تيري براتشيت
194. حرب العوالم by هربرت جورج ويلز
195. هامس الخيل by نيكولاس إيفانز
196. توازن دقيق  [لغات أخرى]‏ by روهينتون ميستري
197. Witches Abroad by تيري براتشيت
198. The Once and Future King by تي. إتش. وايت
199. اليسروع شديد الجوع  [لغات أخرى]‏ by اريك كارل
200. أزهار في العلية by فيرجينيا اندروز

## مؤلفون مع روايات متعددة في القائمة
روايات متعددة في أفضل 25
في المرحلة الأولى، كانت جميع روايات هاري بوتر الشهيرة الأربع المتبقية التي كتبها JK Rowling من بين 25 قائدًا. وكذلك كانت روايات ميدل ايرث لجي آر آر تولكين. تضمنت المرحلة الثانية 21 كتابًا من قبل مؤلفين مميزين: أفضل 25 كتابًا مع رولينج ممثلة فقط في مجلدها الرابع، كأس النار، وتولكين فقط من قبل سيد الخواتم. احتلت هاتان الروايتان المرتبة الخامسة والأخيرة. قاد القادة التمهيديون الآخرون من قبل رولينج وتولكين اسمًا رانس أيضًا في الرتب 22-25.
روايات متعددة في أفضل 50
- الرابع: جي كي رولينج
- الثالث: جين أوستن، تشارلز ديكنز
- اثنان: توماس هاردي، جورج أورويل، جي آر آر تولكين

روايات متعددة في أفضل 100
- خمسة: تشارلز ديكنز، تيري براتشيت
- الرابع: رولد دال، جي كي رولينج، جاكلين ويلسون
- ثلاثة: جين أوستن
- اثنان: توماس هاردي، غابرييل غارسيا ماركيز، جورج أورويل، جون ستينبك، جي آر آر تولكين، ليو تولستوي

روايات متعددة في أفضل 200
- خمسة عشر: تيري براتشيت
- الرابع عشر: جاكلين ويلسون
- تسعة: رولد دال
- سبعة: تشارلز ديكنز
- الرابع: توماس هاردي، جي كي رولينج
- الثالث: جين أوستن، أنتوني هورويتز، ستيفن كينغ، جون شتاينبك
- اثنان: جورج إليوت، جون إيرفينغ، غابرييل غارسيا ماركيز، جورج أورويل، جي آر آر تولكين، ليو تولستوي

## مسابقات مماثلة
أجريت مسابقات مماثلة للقراءة الكبرى في بلدان أخرى:
- كتابي المفضل في أستراليا [6]
- Das große Lesen في ألمانيا
- ناجي كونييف («الكتاب الكبير») في المجر
- Голямото четене («الكبار يقرؤون») في بلغاريا
- Lielā Lasīšana («القراءة الكبرى») في لاتفيا [7]
- القراءة الأمريكية العظيمة

القوائم الأخرى:
- لوموند ' 100 كتب من القرن

## روابط خارجية
- موقع بي بي سي الكبير يقرأ